# WATTS
WATTS nebo také WATTS Zap je název týdenního magazínu vysílající sportovní karamboly na panevropské sportovní televizi Eurosport. Do programu jsou zařazovány kuriózní a zábavné události ze světa sportu v krátkých, maximálně 15 sekundových spotech.
Magazín byl ze začátku komentován, ale po jeho znovuuvedení v roce 2003 se jeho komentář velmi omezil. Na začátku roku 2005 již nebyl komentován vůbec a do současnosti je ke spotům zapojena hudba s odpovídajícím textem.
S týdenním přehledem těch nejlepších událostí ze světa sportu je dodnes vysílán každé pondělí před 9. večerní hodinou na televizní stanici Eurosport.
Po každé významné sportovní události přijde WATTS se speciální epizodou "Best of" určená právě té významné události mezi které patří například US Open nebo Tour de France.
Pravidelně na vánoční večer uvede WATTS speciální hodinovou epizodu s přehledem toho nejlepšího za uplynulý rok.
WATTS každým rokem měnil svou grafiku s jménem vystupující osoby a místa, kde se událost odehrála. Naposledy změnil svou grafiku v listopadu roku 2011, která ovšem zůstala dodnes.